# الأرض (فلم 1998)
الأرض (بالإنجليزية: Earth) هو فيلم دراما تم إنتاجه في كندا والهند وصدر في سنة 1998. من بطولة عامر خان ونانديتا داس.

## وصلات خارجية
- مقالات تستعمل روابط فنية بلا صلة مع ويكي بيانات